# 수신기

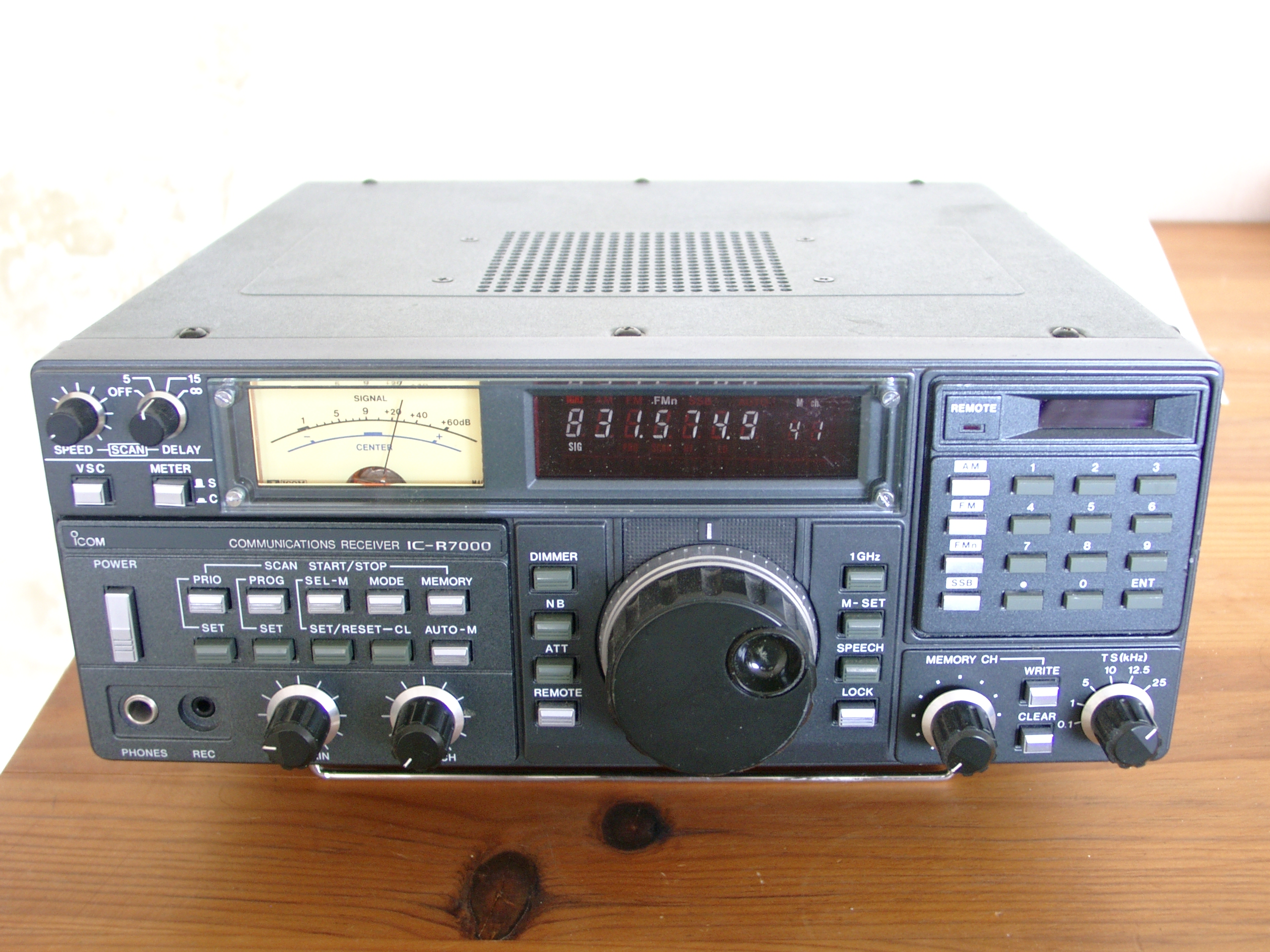
현대의 통신용 수신기

수신기(受信機)는 통신 시스템의 송신기가 보낸 정보를 받아 정보를 해석하는 장치이다. 송신기가 보낸 신호는 채널을 지나 수신기로 도달된다. 따라서 수신기는 채널에 의해 크기나 위상이 변경된 신호로부터 원 신호를 복원하는 기능이 있어야 한다.

## 수학적 모델
수신기가 받은 신호는 송신기가 송신한 신호가 채널에 의해 왜곡된 {\displaystyle y=hx+n}로 표현된다. 여기서 {\displaystyle h}는 채널, {\displaystyle x}는 송신 신호 그리고 {\displaystyle n}는 가산 잡음이다.

## 같이 보기
- 송신기